# Британско-съветска окупация на Иран
Британско-съветската окупация на Иран, проведена под съюзническото кодово наименование операция „Съгласие“, е съвместно реализирана англо-съветска геостратегическа инициатива през Втората световна война.
Проведена е в периода 25 август – 17 септември 1941 г., когато е в ход операция „Барбароса“, което предизвиква силно учудване у Хитлер и Обединеното командване на Вермахта. Декларираната ѝ цел е защита на иранските петролни полета от евентуалното им заемане от силите на Оста, както и защита на южното трасе на транспортния коридор, по който съюзниците осъществяват доставки на Съветския съюз по програмата Ленд-лийз.
Според немското главно командване операцията е осъществена предвид пряката заплаха от участието на Иран във Втората световна война на страната на Оста.
По време на операцията съюзническите сили нахлуват в Иран и свалят от власт шаха Реза Пахлави, който отказва съюзническо искане за допускане на войски на територията на страната. Съветският съюз и Великобритания окупират Иран и налагат съюзнически контрол над железопътните линии и петролните находища на страната. Британските въоръжени сили заемат Южен Иран, а съветските окупират северната част на страната.

## Исторически контекст
Иран или Персия, наричан така до 1935 е разделен на две зони на влияние, руска на север и британска на юг. Тези две сили се възползват от проблемите, засягащи персийската конституционна революция от 1905 – 1911, от слабостта и корупцията, станали част от управлението на последните императори каджари, за да могат да достигнат тяхното влияние в страната.
След края на Първата световна война руските и английски войскови части напускат страната и през 1921 конституционната монархия е възстановена. На 21 февруари 1921 полковник Реза Хан (1878 – 1944), бивш шеф на казашката охрана, става държавен глава. Той сам се коронясва за шах през декември 1925. Води политика на бърза модернизация на Иран, като се опира на технологичната подкрепа на европейските държави (Германия, Франция, Швейцария), които не са се присъединили към силите, които са искали да си разделят държавата. Икономическата близост с Германия, пръв търговски партньор на Иран през 1939, скоро ще подразни британците.
Вследствие на немската инвазия в СССР през 1941, Обединеното кралство и СССР стават съюзници. Реза Пахлави вече доста е сближил Иран с Третия райх, но внимава страната да остане неутрална. Британците се опасяват да не би рафинерията на Абдан, притежавана от AIOC Англо-иранска петролна компания, да попадне в ръцете на германците. Тази рафинерия, която е произвела осем милиона тона петрол през 1940, представлява ключов военен обект в полза на Антантата.
За руснаците Иран представлява жизнен път за прекарване на американските помощи до СССР.
Нападенията на немските подводници и приближаващите ледници, усложняват значително преминаването на конвоите през арктическия океан към Архангелск. Железопътните линии, преминаващи през Иран, са основния начин за транспортиране на материали към СССР от Персийския залив.
СССР и Великобритания оказват натиск върху Иран и Шаха, но това единствено увеличава напрежението и предизвиква про-германски съюзи в столицата Техеран. Реза Шах отказва да изгони многобройните пребиваващи германци в Иран, след което отказва и използването на железопътните линии от съюзниците, поради обявения неутралитет от страна на Иран. Това води до британска и съветска инвазия на територията на Иран, чието начало се счита 25 август 1941.
В продължение на много десетилетия иранското и германското правителство изграждат връзки, които влизат в противоречие на имперските амбиции на Великобритания и Руската империя (а по-късно и СССР). През 1930 г. Нацистка Германия продължава да ухажва Иран като и предоставя икономически помощи.
Въпреки че, Реза Шах Пахлави обявява неутралитет в началото на войната, впоследствие Иран се превръща във важен геополитически фактор за Великобритания най-вече заради петролните полета, като опасенията на Великобритания са, че рафинерията в Иран може да попадне в ръцете на германците.
С нашествието на Германия в СССР през юни 1941 г., Великобритания и СССР стават формални съюзници, което предпоставя тласъка на инвазията. С напредването на германската армия в СССР, по т.нар. „персийски коридор“ образуван от Транс-иранските железопътни линии, най-лесно се осигурява превозването на жизненоважни доставки и муниции от Съюзниците на СССР. С увеличаването на германските атаки с подводници в Северно море и лошите зимни условия в района, северният маршрут става все по-опасен и неатрактивен за Съюзниците. Осъществен е натиск върху Иран от страна на Съюзниците да осигури безпрепятствено през територията си британско-американски доставки към СССР, но това води само до нарастване на вътрешнополитическото напрежение в страната и до прогермански митинги в Техеран.

## Инвазията
Военната инвазия е предшествана от дипломатическа такава. Две дипломатически ноти са изпратени до Иран с предупреждение и изискване за екстрадиране на граждани на Оста от страната, като в противен случай щяло да бъде използвана сила срещу Иран. Втората от нотите е призната от министър-председателят на Иран Али Мансур като прикрит ултиматум. Финалните дипломатически ноти, които декларират, че инвазията е вече започнала били доставени от съветските и британските посланици в страната в първата нощ на инвазията. Самата военна интервенция се приема за тактическа изненада, понеже е описана от Съюзниците като лесна и осъществена с лекота.

## Военните действия
Кралските военноморски сили и Кралският австралийски флот атакуват Иран от Персийския залив по земя и въздух. Междувременно Червената армия нахлува от север на иранска територия през Закавказието с 44-та,47-а и 53-та армия под командването на Дмитрий Козлов, завземайки северните провинции на Иран. Военновъздушни сили и военноморски части на Червената армия също участват в операцията. В отговор на нападението, Иран мобилизира 9 дивизии, като на 25 август контраатакува британските сили. Контраатаката е неуспешна, както и цялата кампания в отговор на нарушения суверенитет на страната. Иранската съпротива е смазана и неутрализирана от британските и съветските танкове и пехота.
Окупацията започва на 25 август с изненадваща атака на британците на пристанището в Абадан, като иранските кораби бързо били унищожени или пленени. Пристанищните петролни инсталации били превзети от два индийски батальона. След тази първа инвазия, Кралските военновъздушни сили атакували иранските летища и комуникационни центрове в района. Осем британски и индийски батальона под командването на генерал-майор Уилям Слим напреднали от Ханакин към Керманшах и Хамадан. Същевременно Съветският съюз нахлува от север на иранска територия и войската му напредва към град Маку, който преди това е многократно бомбардиран. На иранския каспийски бряг е извършен съветски десант с разтоварване на съветска военна техника и боеприпаси, а при десанта е открит приятелски огън. В Каспийско море са потопени два ирански кораба, а четири други повредени.
В резултат от проведената съюзническа военна интервенция срещу Северен Иран са убити близо 800 ирански войници и моряци и поне 200 цивилни. Загиналите британски и индийски войници са 22-ма, а 44 са ранени. Съветските жертви са 40. Британските и съветските съюзнически сили се срещат в градовете Сена и Казвин на 30 срещу 31 август 1941 г.

## Последствия
Първият висш общсъюзнически форум по време на ВСВ, Техеранската конференция, се провежда в столицата на де факто окупиран Иран.
Загубите по време на морските операции се измерват в два военни ирански кораба, които са потопени и четири други, които са пострадали
тежко от Кралската флотилия. Шест ирански изтребителя са свалени. Избити са около 800 войници, морски пехотинци и пилоти, сред които и Голамали Баяндор, адмирал на иранската флота. Близо 200 цивилни умират по време на въздушните нападения в Гилян. Британските и индийски
загуби са едва 22 загинали и 42 ранени.
След тази окупация персийският коридор е отворен и позволява преминаването на цял флот с материали (повече от 5 милиона тона с военни субсидии) към СССР най-вече, но също и към британските сили в Близкия изток. След абдикирането на баща си Мохамед Реза става шах на 16 септември 1941 г. Младият и неопитен владетел се оказва изтласкан върху трона, като започва управлението си с една чисто протоколна и номинална власт, силно ограничена от британците.
Обнадеждени от свободното взимане на решения от Реза Шах, британците искат да върнат на трона династията Каджар и по точно Султан Хамид
Мирза, който е син на предишния регент Мохамед Хасан Мирза. Но шансовете да го видят на трона са по скоро нищожни, тъй като той не говори персийски и познава доста по-добре Лондон и италианската Ривиера, отколкото родната си страна, която напуска на четиригодишна възраст.
Новият шах подписва договор за съюз с британците и руснаците през януари 1942, според който Иран е задължен да оказва невоенна помощ на двете сили. Петият член от този договор, който не е напълно спазен от иранските управници, задължава Съюзниците да напуснат Иран в срок от шест месеца след края на размириците. През септември 1943 Иран обявява война на фашистка Германия, като това го определя като бъдещ член на ООН. По време на конференцията в Техеран през ноември същата година, президентът Франклин Рузвелт, министър-председателя Уинстън Чърчил и генералния секретар Йосиф Сталин, потвърждават отговорността си към независимостта на Иран и неговата териториална единност и заявяват добрите си намерения, предоставяйки икономическа помощ на Иран.
След края на войната британците се оттеглят, но съветските групи, разположени северозападно от Иран не само отказват да отстъпят, но и подкрепят бунт, който води до създаването на сепаратистки и просъветски държави в Иранския Азербайджан в края на 1945: Демократична република Азербайджан и република Махабад. И двете са марионетни съветски правителства. Това отключва ирано-съветската криза и съветските войски се отдръпват чак през май 1946, след като получават обещание за петролни концесии
Без съветските войски, които да ги пазят, съветските републики на север рухват и петролните концесии са отхвърлени. Именно по време на този исторически момент на окупация е написан персийският химн Ey Iran през 1946.

## Репарации
През 2009 г. иранският президент Махмуд Ахмадинеджад заявява, че страната му е претърпяла много вреди по време на окупацията от Съюзниците през Втората световна война, поради което ще настоява докрай за пълни компенсации. За изчисляване на размера им е сформирана специална държавна комисия, като Ахмадинеджад споделя пред журналисти, че след калкулиране на щетите ще бъде изпратено писмо с искане за обезщетения по тях до Генералния секретар на ООН Бан Ки Мун.